# Routouls
 (janvier 2017).
Les Routouls (en routoul : Myhabyr, Мыхабыр) sont un groupe ethnique qui se retrouve principalement dans les montagnes Daghestan, en Russie, ainsi qu'en Azerbaïdjan.
Leur population est, en 2016, estimée à 60 000 individus et s'étend sur 22 villages. Ils parlent le routoul et sont généralement sunnites.

## Histoire
Selon la légende, la conversion du peuple Routoul à l'Islam aurait été opérée par le général Abu Muslim al-Khurasani (718-755). Sa femme Sefi Hawalyi aurait fondé le clan Sefier chez les Routouls.
À partir du XVIIIe, les Routouls commencent à construire des lieux saints (gumbez) sur les tombes de leurs chefs, puis au-dessus des tombes des savants (oulémas) et des martyrs (chahids). La construction de gumbez cesse à l'issue de la première guerre mondiale et à la suite d'une campagne antimusulmane dans la région entre 1920 et 1930. Les pierres tombales ont été récupérées en masse pour bâtir des routes et des bâtiments administratifs. La plupart de ces gumbez sont à l'état de ruine aujourd'hui.
Du VIIIe siècle jusqu'en 1998, seule une mosquée chiite ouverte le vendredi (djouma) existait dans la communauté Routoul. Dans les années 1990, elle devient la plus vieille mosquée de la Russie post-soviétique. À partir de 1994, cinq habitants Routouls démarrent la restauration d'une autre mosquée datant du XVIIIe siècle. La nouvelle bâtisse religieuse ouvre en 1998, et représente la première mosquée (permanente) de la région Routoule.